# Cervo
Cervo je obec, původně středověké město, v Ligurii, v provincii Imperia, na severozápadě Itálie. Cervo leží na pobřeží Ligurského moře, v Janovském zálivu. Je součástí Italské riviéry, respektive její východní části Riviery di Ponente. Je vzdálené přibližně 40 km východně od Sanrema a 110 km západně od Janova.

## Město
K hlavním památkám v obci náleží barokní kostel San Giovanni Battista postavený v letech 1686 až 1722, hrad Castello di Cervo ze 13. století, románský kostel Santa Caterina rovněž ze 13. století, dále kostel San Nicola da Tolentino z poloviny 18. století a několik palácových staveb ze 17. až 19. století.

### Historie
Cervo je spojeno se svou historií a jejími počátky. To okamžitě pochopíme z jeho architektury a její středověké struktury. Dokonce i jeho jméno má vzdálené počátky. Podle některých historických pramenů to vypadá, že Cervo pochází ze starověkého latinského slova „sluha“ (doslovně: nabízet služby). Toto slovo bylo obvykle používáno v římských dobách na znameních a nad vchody hostinců, kde mělo naznačovat pohostinnost.
Jen v pozdním 16. st., s rozšířením lidového jazyka, bylo jméno Servo přeměněné v Cervo.
Zdá se, že první obydlené jádro se datuje do pravěku. Bylo obýváno keltsko-ligurským kmenem Ingauni, což bylo starověké místní obyvatelstvo.
V roce 181 př. n. l. si Cervo podmanila Římská říše, a to trvalo až do jeho pádu v 476 n. l.
Na počátku 13. století se prohlásilo za samostatnou obec, která přijala protektorát Janovské republiky, zatímco v roce 1330 se stala místem vedení maltézských rytířů, byť jen na krátkou dobu.
Mezi 16. a 17. stoletím bylo objektem četných nájezdů saracénských pirátů. Tato vylodění, následovaná násilnými a brutálními nájezdy, byla běžným jevem v celé západní Ligurii. Nicméně, piráti se zaměřili více na Cervo, protože byli přitahováni korálovým obchodem. Hlavní činností obyvatel bylo totiž lovení korálů v celé oblasti zdejších moří až po Sardinii a Korsiku.

### Historické centrum
Historické centrum zůstalo po celá staletí beze změny a lze ho projít pouze pěšky po úzkých uličkách, které se od moře zvedají až k výběžku, na kterém stojí majestátní kostel San Giovanni Battista, nazývaný také „dei Corallini“, protože byl postaven díky příspěvkům korálových rybářů.
Kostel byl postaven v 17. a 18. století a byl navržen architektem Giobatta Marvaldi. Barevný styl fasády a luxusní interiéry jsou barokně zdobené mramorem. Vaše cesta po Cervu začne odtud.
Opouštíte-li kostel a odbočíte doprava přes ulici Grimaldi-Salineri, dostanete se na náměstí Piazza Santa Caterina, kde můžete obdivovat hrad Castello dei Clavesana, postavený stejnojmennými markýzy v 17. století. Budova včlenila předchozí románskou věž postavenou na obranu vesnice v byzantské době. Nyní je zámek domovem Národopisného muzea (Museo Etnografico).
Další historické budovy, které můžete obdivovat, jsou: bývalá Oratorie Santa Caterina d'Alessandria postavená ve 13. století, kostel San Nicola da Tolentino postavený na troskách starobylého pohanského chrámu, Palazzo Morchio ze 17. století, současná radnice a věž Sant'Antonio, postavená na vrcholu Capo Cervo proti saracénským nájezdům.

### Mezinárodní festivaly
Hudba a Cervo mají hluboké spojení, které trvá od roku 1964, kdy byl založen „Mezinárodní festival komorní hudby“, známý také Cervo Festival.
Akce, která láká hudebníky a diváky z celého světa, se zrodila díky Sandorovi Veghovi, maďarskému houslistovi, který viděl velký potenciál v charakteristické konkávní fasádě kostela San Giovanni. Díky této architektonické zvláštnosti je akustika centrálního náměstí Piazza dei Corallini téměř dokonalá.
V této magické atmosféře, v letních večerech, můžete být uneseni hudbou některých nejznámějších klasických hudebníků na světě: Pietra Citatiho, Henryho Fursta a jeho ženy Orsoly Nemi, Casoratiho, Campagnoliho, Giny Lagorio, Maurizia Polliniho, Alexise Weissenberga, Jörga Demuse, Jeffreyho Swanna nebo třeba Paula Badury-Skody.
Kromě festivalu Cervo charakterizují a označují dny a letní večery i další akce. Mezi nimi „Cervo ti Strega“: kulturní a literární akce trvající několik dní. Protagonisty této akce je pět spisovatelů – finalistů „Premio Strega“.

### Gastronomickétradice
Krajina obklopující Cervo také ovlivnila jeho gastronomickou tradici.
Hlavními produkty jsou extra panenský olej vyrobený z plodů olivovníků, které bujně rostou za středověkou vesnicí, ryby, které jsou denně loveny v místních vodách, a vermentino, bílé víno vyrobené z hroznů, které rostou na přilehlých vinicích.
S takovým množstvím kvalitních produktů není divu, že město oplývá vynikajícími restauracemi jak v historickém centru, tak na nábřeží.

### Vesnice vesnic
Cervo, které spolu s vesnicemi Imperie, jako jsou Apricale, Seborga, Lingueglietta a Triora, je součástí sdružení „Nejkrásnější vesnice Itálie“, bylo v roce 2016 nominováno na Vesnici vesnic (Il Borgo dei Borghi) v televizním pořadu Alle falde del Kilimangiaro vysílaném italskou veřejnoprávní televizní stanicí Rai 3.

### Fotogalerie

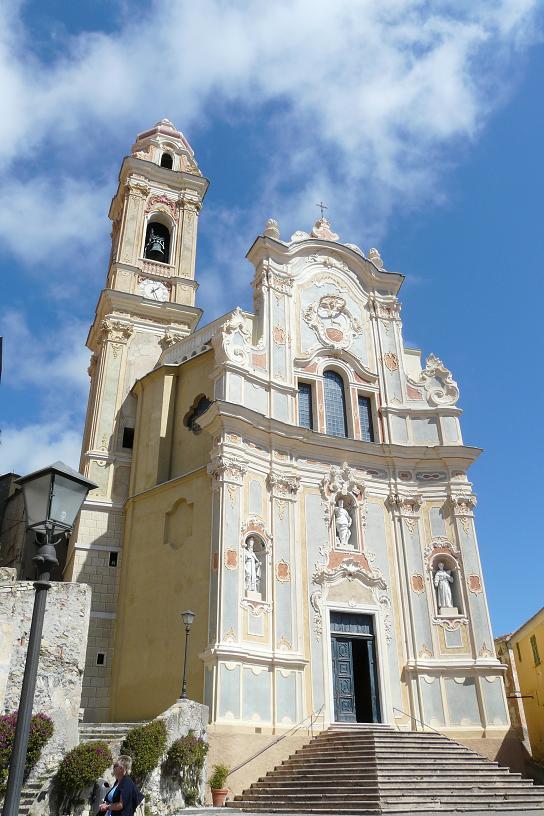
Kostel sv. Jana Křtitele
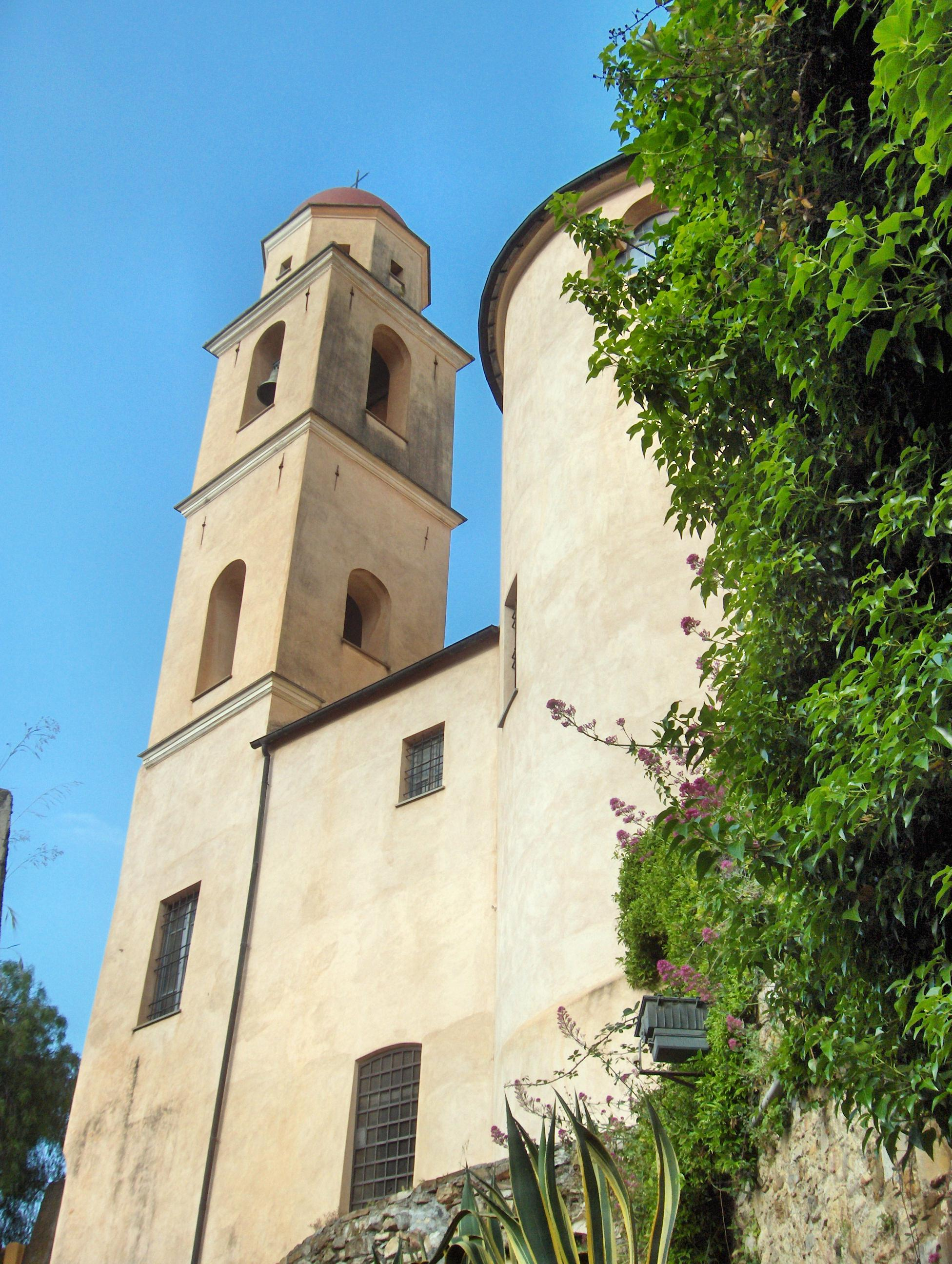
Kostel sv. Kateřiny